# Филиппова, Нина Ивановна
Нина Ивановна Филиппова (22.10.1934 — ?) — эмалировщица цеха эмалированной посуды Лысьвенского металлургического завода, лауреат Государственной премии СССР (1980).
Родилась 22.10.1934 в г. Лысьва Молотовской (Пермской) области.
Работала на Лысьвенском металлургическом заводе (ЛМЗ) заправщицей (1953—1956), обводчицей (1956—1963), эмалировщицей (1963—1989).
Систематически перевыполняла сменные нормы выработки при отличном качестве обработки изделий.
Лауреат Государственной премии СССР (1980) — за повышение эффективности производства на основе улучшения использования оборудования.
Награждена орденом Трудовой Славы III степени (1978).
С 1989 г. на пенсии.